# Cerkiew św. Mikołaja Cudotwórcy w Małorycie
Cerkiew pod wezwaniem św. Mikołaja Cudotwórcy – zabytkowa prawosławna cerkiew parafialna w Małorycie, w dekanacie małoryckim eparchii pińskiej i łuninieckiej Egzarchatu Białoruskiego Patriarchatu Moskiewskiego.
Świątynia znajduje się przy ulicy Krasnoarmiejskiej.

## Historia
Obecnie istniejącą cerkiew wzniesiono na miejscu poprzedniej (pierwotnie unickiej) z 1668 r., która spłonęła w 1904 r. Prace budowlane, zakończone w 1907 r., zostały sfinansowane przez miejscową społeczność prawosławną i hrabiego Czeczeryna. Konsekracja świątyni odbyła się 10 października 1908 r. W latach 1922 i 1926 obiekt rozbudowano (m.in. podwyższono dzwonnicę i połączono ją z częścią nawową).
W 1992 r. świątynia doznała znacznych uszkodzeń wskutek pożaru, następnie została odrestaurowana i odmalowana.

## Architektura
Cerkiew została wzniesiona na planie krzyża. Jest to budowla drewniana, konstrukcji zrębowej, oszalowana. Wejście poprzedza wsparty na czterech kolumnach baldachim z dwuspadowym daszkiem (zwieńczonym kopułką). Od frontu znajduje się trójkondygnacyjna wieża-dzwonnica (górna kondygnacja jest ośmioboczna, pozostałe są czworoboczne), zwieńczona ostrosłupowym hełmem z kopułką. Nawa główna nakryta jest dachem namiotowym z ośmiobocznym bębnem, zwieńczonym cebulastą kopułą. Nawy boczne, mniejsze od głównej, pokrywają dachy dwuspadowe o kalenicach prostopadłych względem głównej osi cerkwi. Mniejsze od części nawowej prezbiterium pokrywa dach namiotowy zwieńczony kopułką. Okna w przedsionku, części nawowej i prezbiterium mają kształt prostokątny i są zdobione trójkątnymi szczytami.